# Zostań ze mną
Zostań ze mną – piosenka Piotra Cugowskiego wydana 5 kwietnia 2019 przez Sony Music Entertainment Poland jako singel promujący jego debiutancki album studyjny, zatytułowany 40.
Muzykę skomponowali Jarosław Chilkiewicz i Piotr Cugowski, który jest także autorem tekstu.
Do utworu powstał teledysk w reżyserii Jacka Kościuszki.
W maju 2021 nagranie uzyskało certyfikat złotej płyty za sprzedaż ponad 10 000 kopii.

## Pozycje na listach airplay
| Lista             | Pozycja |
| ----------------- | ------- |
| AirPlay – Top     | 9       |
| AirPlay – Nowości | 2       |